# Thierry Bardini
Pour les articles homonymes, voir Bardini.
Thierry Bardini est un sociologue français, professeur au Département de Communication à l'Université de Montréal, Canada.

## Biographie
Thierry Bardini obtient un diplôme d'ingénieur agronome (1986). Son premier travail concerne les systèmes de production agricole. Il rédige sa thèse de doctorat sur les systèmes techniques dans le cas du roquefort (doctorat, Paris X-Nanterre, 1191). Par la suite, il a travaillé au Venezuela sur les ingénieurs agronomes ainsi que sur un projet multidisciplinaire sur la culture du pois sabre Canavalia ensiformis et d'autres sujets similaires au Venezuela, avant de travailler aux États-Unis sur la diffusion des innovations avec le professeur Everett Rogers à l'Université de Californie du Sud et à l'Annenberg School for Communication. Il rejoint ensuite l'Université de Montréal où il enseigne depuis 1993.
Thierry Bardini rédige de nombreux articles et livres sur l'innovation, la sociologie de la technologie et les hypermedias. Il est l'auteur de Bridging the Gulfs: From Hypertext to Cyberspace, où est décrite l'histoire de l'hypertexte à travers le regard de deux pionniers : Douglas Engelbart et Ted Nelson.
En 2000, il publie Bootstrapping: Douglas Engelbart, Coevolution, and the Origins of Personal Computing, qui examine la carrière de Douglas Engelbart et celle du en: Augmentation Research Center au Stanford Research Institute. Sur le Junkware,